# ビウェア! チルドレン・アト・プレー
『ビウェア! チルドレン・アト・プレー』（英語：Beware! Children at Play）は、1989年に公開された自主アメリカ映画。トロマ・エンターテインメントによって製作された。1991年に日本で発売された。

## キャスト
- ジョン・ドゥーウルフ - マイケル・ロバートソン
- スサーリフォー・ロスカー - リッチ・ハミルトン
- クレオ・カー - ロビン・リリー
- ジュリア・ドゥーウルフ - ロリ・タイアーグラス
- カラ・ドゥーウルフ - ジェイミー・クラウス
- メアリーローズ・カー - サンシャイン・バレット